# Rocky (tegneserie)
 For alternative betydninger, se Rocky (flertydig). (Se også artikler, som begynder med Rocky)
Rocky er en selvbiografisk tegneserie, som er skrevet og tegnet af den svenske tegneserieskaber Martin Kellerman.
Serien beskriver hovedpersonen Rockys hverdagsliv i Stockholm og hans problemer med venner, job og kærester.
I Danmark har serien været vist i Politiken siden 1. januar 2004. Nogle af forskellene i den danske udgave er, at handlingen er flyttet til Vesterbro i København og navnene på de svenske berømtheder, der optræder i serien, er skiftet ud med danske.

## Udgivelser på dansk
En række Rocky-album er udkommet i dansk oversættelse ved Nikolaj Scherfig på forlaget Politisk Revy.
- The Big Payback (2006)
- Don't Call it a Comeback (2007)
- Thug Life (2008)
- Rocky på ferie (2009)
- Det søde singleliv (2009)
- Single og sur (2011)
- Rocky og Edith (2014)